# Хрант Динк
Хрант Динк (јерм. Հրանդ Տինք; Малатија, 15. септембар 1954 — Истанбул, 19. јануар 2007) био је турско-јерменски новинар, уредник и колумниста.
Као главни уредник турско-јерменског часописа Агос (Ակօս) био је један од угледнијих особа јерменске мањине у Турској. Био је борац за права јерменске мањине у Турској и према томе критичан према турским властима, које и даље воде агресивну политику против Јермена и не признају турски геноцид над Јерменима. Због својих ставова је често био на мети турских националиста.
Дана 19. јануара 2007. убијен је од стране турског националисте Огина Самаста.